# 維治
維治（1929年7月21日—1993年9月18日），加拿大卑詩省會計師、政治人物。1929年生於安大略省威靈頓縣。畢業於卑詩大學。1953年結婚。1975至1979年及1983至1991年兩度擔任卑詩省省議會議員。曾任財政及企業關係廳長、區域發展廳長、消費者及企業事務廳長、布政司、旅遊及小型企業發展廳長、政府服務廳長、律政廳長、國際商業及入境廳長。1993年逝世，享壽64歲。